# Sonja Bleibler
Sonja Bleibler (* 17. August 1977) ist eine ehemalige deutsche Fußballspielerin.

## Karriere
Die 167 cm große Bleibler gehörte von 1996 bis 2000 Grün-Weiß Brauweiler, von 2000 bis 2006 dem eigenständigen Nachfolgeverein FFC Brauweiler Pulheim als Abwehr- bzw. auch als Mittelfeldspielerin an. Bis auf die Saison 2004/05 bestritt sie ausschließlich Punktspiele in der höchsten Spielklasse im deutschen Frauenfußball – insgesamt 85, in denen sie acht Tore erzielte.
Am Ende ihrer Premierensaison im Seniorinnenbereich schloss ihr Verein die Gruppe Nord als Meister ab und war damit auch für die Endrunde um die Deutsche Meisterschaft qualifiziert. Am 8. Juni 1997 gewann ihre Mannschaft im Duisburger Stadtteil Homberg vor 5000 Zuschauern das Finale – wenn auch erst im Elfmeterschießen – mit 5:3 gegen den FC Rumeln-Kaldenhausen – zur Finalmannschaft gehörte sie allerdings noch nicht. Schon sechs Tage später dann schon, denn sie wurde im Olympiastadion Berlin im Finale um den nationalen Vereinspokal beim 3:1-Sieg über den FC Eintracht Rheine für Bettina Wiegmann in der 88. Minute eingewechselt. Ferner durfte sie als Teil der Mannschaft den am 24. Juli 1994 in Simmertal mit 4:0 über den TSV Siegen und den am 31. August 1997 mit 1:0 über den FC Eintracht Rheine errungenen Supercup auch auf sich vereinen.
Mit dem Abstieg in die 2. Bundesliga Nord und der sich anschließenden Saison, die die letzte werden sollte, bestritt sie am 15. Mai 2005 (21. Spieltag) beim 8:2-Sieg über die SpVgg Oberaußem-Fortuna ihr letztes Heimspiel ihrer Karriere – vorerst. Mit dem letzten Spieltag am 5. Juni 2006 kam sie nochmal zu einem Punktspiel in der Bundesliga, in der man sich im Heimspiel mit 1:1 unentschieden vom VfL Sindelfingen trennte. Nach diesem „Abschiedsspiel“ erklärte Bleibler ihren Rücktritt vom Leistungssport, doch aufgrund der dünnen Spielerdecke (nur zwölf Spielerinnen standen zur Verfügung) zu Beginn der Saison 2006/07 wurde sie zum Rücktritt vom Rücktritt bewegt. Bleibler half somit am 10. und 17. September 2006 aus; 2:6 beim FFC Heike Rheine und 1:8 im Heimspiel gegen den FCR 2001 Duisburg lauteten die Spielergebnisse am ersten und zweiten Spieltag.

## Erfolge
Grün-Weiß Brauweiler
- Deutscher Meister 1997
- Meister Bundesliga Nord 1997
- DFB-Pokal-Sieger 1997
- DFB-Supercup-Sieger 1994, 1997 (jeweils ohne Einsatz)

FFC Brauweiler Pulheim
- Meister 2. Bundesliga Nord 2005 und Aufstieg in die Bundesliga